# Organic Reactions
Organic Reactions, titolo spesso abbreviato in OR, è un'opera enciclopedica peer-reviewed pubblicata regolarmente in una serie di volumi, contenenti discussioni critiche sulle più importanti reazioni di sintesi organica. Vengono fornite discussioni autorevoli della reazione in esame, accompagnata da tabelle che raccolgono tutti gli esempi pubblicati della reazione trattata. Sono riportate anche informazioni sperimentali e i relativi meccanismi.